# Флюориназа
Флюориназа (КФ 2.5.1.63, аденозил-фтор-синтетаза) — фермент, катализирующий реакцию между фторид аниониом и S-аденозил-L-метионином, в результате которой образуются L-метионин и 5'-фтор-5'-дезоксиаденозин. 5'-фтор-5'-дезоксиаденозин является первым фторорганическим соединением и лежит в основе биосинтеза фторсодержащих органических соединений в живых организмах. Флюориназа впервые была выделена из почвенных бактерий Streptomyces cattleya. Позднее гомологи данного белка были выявлены в ряде других видов, в частности в Streptomyces sp. MA37, Nocardia brasiliensis и Actinoplanes sp. N902-109. На сегодняшний день флюориназа является единственный ферментом, способным катализировать образование связей между фтором и углеродом (самые прочные химические связи в органической химии).

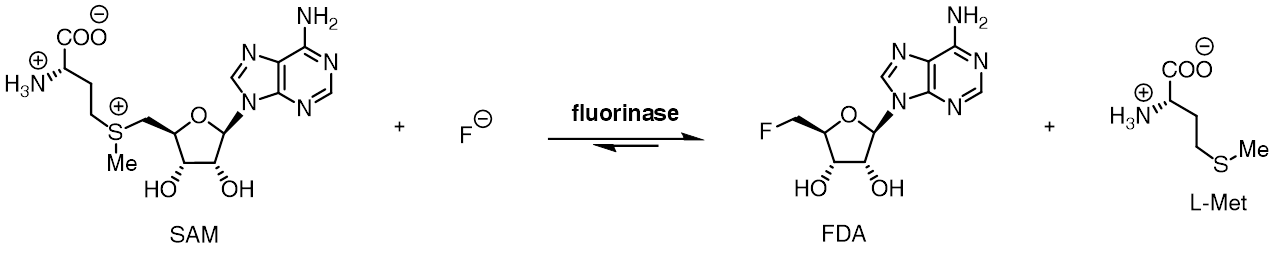
Флюориназа катализирует реакцию между фторид-анионом и S-аденозил-L-метионином (САМ или SAM) в ходе которой образуются ля получения 5'-фтор-5'-дезоксиаденозин (ФДА или FDA) и L-метионин (L-Met).

В 2007 году из актиномицета Salinospora tropica был выделен гомологичный флюориназе фермент — хлориназа, обеспечивающий введение хлора в органичеческие соединения за счет образования связи углерод-хлор. Хлориназа принимает участие в биосинтезе салиноспорамида А.

## Активность
Флюориназа катализирует реакцию бимолекулярного нуклеофильного замещения (SN2) по С-5' положению S-аденозил-метионина, в то время как L-метионин выступает в качестве нейтральной уходящей группы. Скорость реакции в присутствии флюориназы увеличивается 106 −1015 раз, по сравнению с реакцией протекающей без катализатора. Тем не менее, флюориназа считается медленным фермент, с числом оборотов (kкат) в 0,06 мин−1. Большое значение кинетического барьера данной реакции объясняется сильной гидратацией фторид анионов, в связи с этим образование связи углерод-фтор имеет высокие значения энергии активации. При этом, значительная доля энергии необходима на «зачистку» фторид анионов от связанных с ним молекул воды; в результате этого из фторида в активном центре фермента образуется сильный нуклеофил, атакующий субстрат.
Реакция катализируемая флюориназой обратима, и после инкубации 5'-фтор-5'-дезоксиаденозина и L-метионина с флюориназой образуется S-аденозил-L-метионин и фторид анион. Замещение L-метионина на L-селенометионин приводит к 6-ти кратному увеличению скорости обратной реакции, что обусловлено увеличением нуклеофильности в результате замены серы на селен.
Флюориназа обладает относительно невысокой селективностью в отношении галогенид анионов, так фермент способен катализировать присоединение хлорид аниона. Хотя равновесие реакции между S-аденозил-L-метионином и фторид анионом сдвинуто в сторону продуктов, в аналогичной реакции с хлорид анионом равновесие сдвинуто в сторону исходных веществ. Инкубация S-аденозил-L-метионина и хлорид анионов в среде содержащей флюориназу не приводит к образованию 5'-хлоро-5'-дезоксиаденозина, до тех пор пока не будет добавлена оксидаза L-аминокислот. Значение оксидазы L-аминокислот состоит в окислении L-метионина до соответствующей оксокислоты. Уменьшение концентрации продукта первой реакции (L-метионина) приводит к сдвигу равновесия по принципу Ле Шателье и образованию 5'-хлоро-5'-дезоксиаденозина.

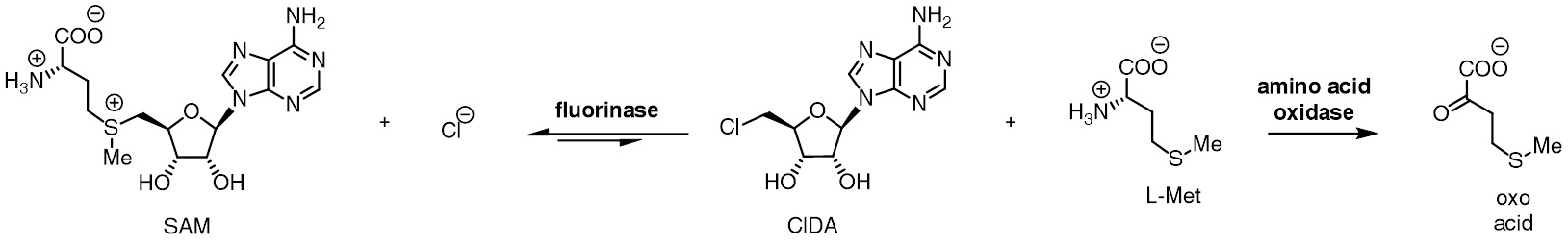
Флюориназа может катализировать реакцию между хлорид анионом и S-аденозил-L-метионином (SAM) в которой образуется 5'-хлоро-5'-дезоксиаденозин (ClDA) и L-метионин (L-Met). Реакция осуществима только при наличии оксидазы L-аминокислот, которая удаляет образующийся L-метионин, что сдвигает равновесие первой реакции в сторону образования продуктов.

Невысокая специфичность в отношении галогенид анионов и различное положение равновесия в реакциях введения фтора и хлора обеспечивает возможность реакции трансгалогенирования (замены хлора на фтор). Инкубирование 5'-хлоронуклеозидов с ферментом и каталитическими количествами L-селенометионина или L-метионина приводит к образованию 5'-фторонуклеозидов. При введении в реакционную среду анионов изотопа 18F, реакция трансгалогенирования может быть использована для получения радиопрепаратов, которые активно применяются в позитронно-эмиссионной томографии.

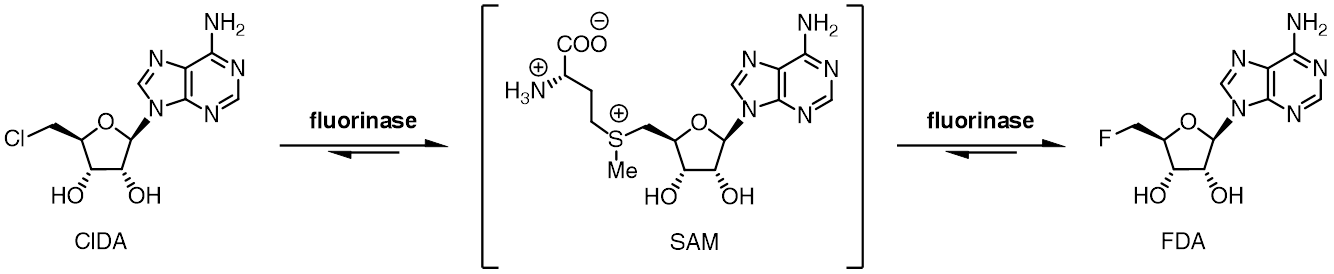
Инкубация 5'-хлоро-5'-дезоксиаденозина (ClDA) флюориназы в присутствии фторид анионов и L-метионина приводит к образованию 5'-хлоро-5'-дезоксиаденозина (FDA). В реакции трансгалогенирования интермедиатом является S-аденозил-L-метионин (SAM).

## Структурные исследования
С 2007 года, 9 структур были определены для этого класса ферментов. В базе данных белковых структур (PDB) данным белкам соответствуют следующие коды: PDB 1RQP, PDB 1RQR, PDB 2C2W, PDB 2C4T, PDB 2C4U, PDB 2C5B, PDB 2C5H, PDB 2CBX, и PDB 2CC2.
Название фермента обусловлено функцией. Структурно флюориназа гомологична duf-62 типу ферментов. Фермент представляет собой димер из тримеров (2 молекулы каждая из трех субъединиц). Активные центры находятся между этими субъединицами
(интейрфейс субъединиц); в каждом сайте может связываться одна молекула.